# 1950年大英帝国运动会
1950年大英帝国运动会是第4届大英帝国运动会，即现今的英聯邦運動會。于1950年2月4日至11日在新西兰奧克蘭举行。第四届大英帝国运动会原定于1942年在加拿大蒙特利尔举行，但因二战而取消。
共有12个国家或地区参加了运动会。澳大利亚获得奖牌榜第一位。